# Marcos Cabotá
Marcos Cabotá nació en Palma de Mallorca el 31 de enero de 1981. Estudió en Bellver International College para luego graduarse en la Universidad Europea de Madrid en el año 2005. Posteriormente, cursó un graduado en New York Film Academy (Universal Studios, Los Ángeles).
Al regresar de Los Ángeles, comenzó a trabajar en el guion de su primer largometraje, Amigos…, que finalmente rodó en el año 2010 junto a los actores Ernesto Alterio, Diego Martín, Alberto Lozano, Goya Toledo y Manuela Velasco. Amigos... se estrenó el año 2011 y obtuvo el Premio del Público en el Festival de Málaga.

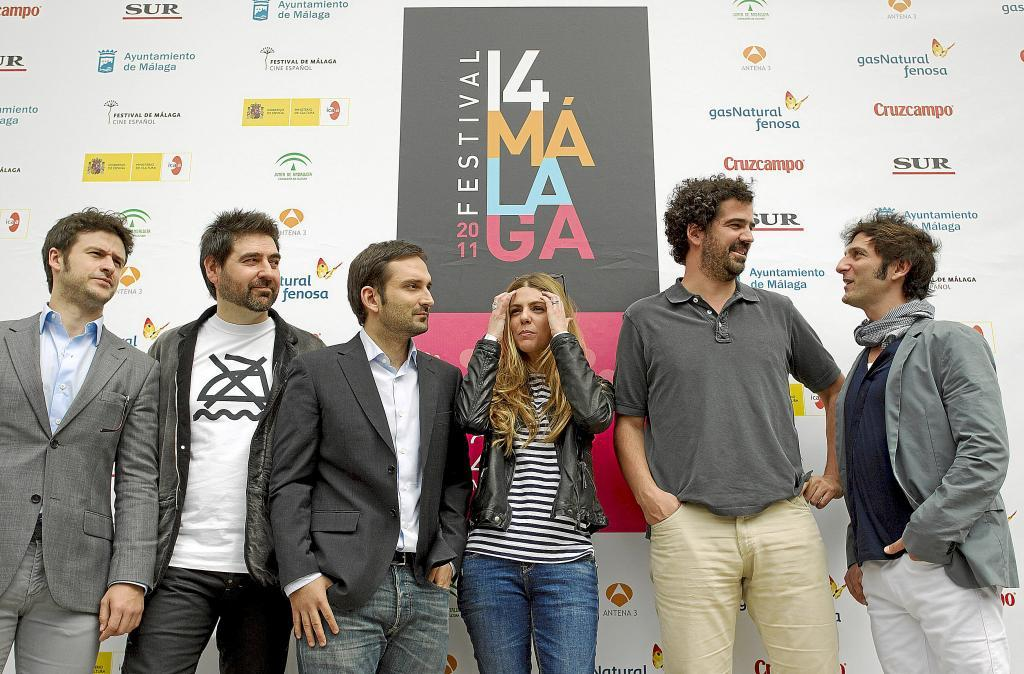
Marcos Cabotá en el Festival de Málaga con el equipo de la película de"Amigos"

En el año 2013 rodó y estrenó el cortometraje 24 horas con Lucía, protagonizado por Alberto Lozano y Alexandra Palomo. El cortometraje tuvo reconocimiento internacional con más de 50 premios y más de 100 participaciones en festivales de todo el Mundo. Entre otros premios, recibió en prestigioso Meliés d´Argent y el Premio Nocturna al Mejor Cortometraje Español de 2014.

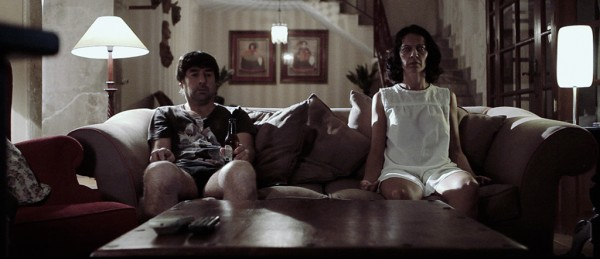
Fotograma de 24 Horas con Lucía

Paralelamente produjo el cortometraje Foley Artist, dirigido por Toni Bestard, que también obtuvo un gran éxito en crítica y en premios en Festivales alrededor del mundo. El cortometraje fue finalista en los Premios Goya de 2015. 
Ese mismo año, volvió a juntar fuerzas con el director de cine Toni Bestard para escribir el guion del documental I Am Your Father, una película que cuenta la historia de David Prowse, el actor que estuvo detrás de la máscara de Darth Vader en la trilogía original de Star Wars. Dirigido por Marcos Cabotá y Toni Bestard, el film tuvo una muy buena acogida por la crítica y obtuvo una Nominación a los Premios Goya como Mejor Película Documental, siendo estrenado en el Festival Internacional de Sitges.

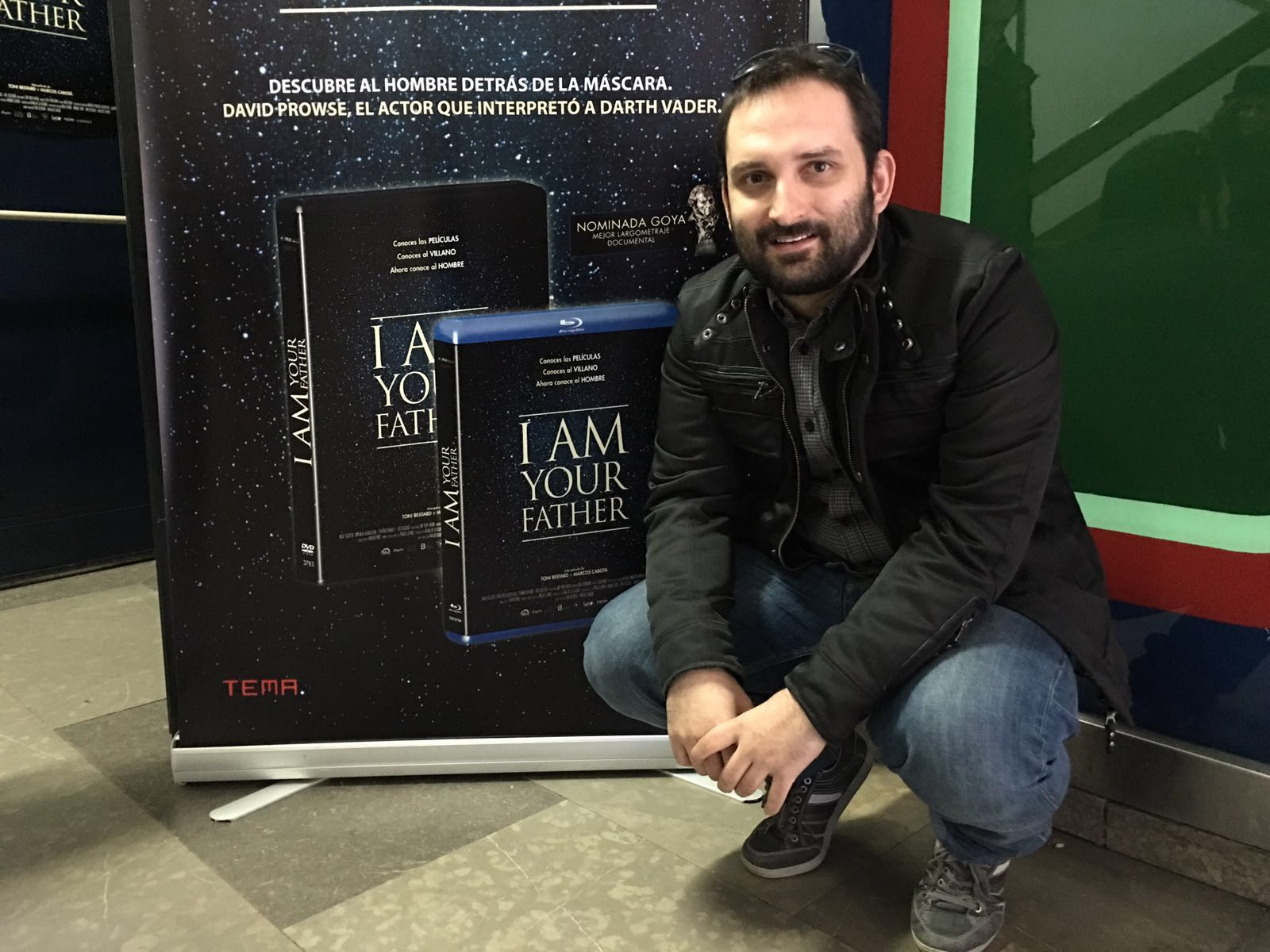
Marcos Cabotá en la presentación del DVD/Blu-Ray de I Am Your Father

En 2014 coproduce la película El destierro, dirigida por Arturo Ruíz. La película es rodada entre la Sierra de Guadarrama y la Sierra de Mallorca. Cuenta la historia de dos soldados desterrados en el olvido, que aunque muy diferentes entre ellos, ambos encuentran un interés en común. Una mujer rebelde capturada. La película, que todavía está pendiente su estreno en España, ya ha recibido numerosos premios y menciones en Estados Unidos y Asia. 
A principios del 2017 estrena  Cien años después, una película que homenajea los cien años de vida del Real Mallorca. 
A finales del 2017 presenta Noctem, película de género protagonizada por Adrián Lastra, Esteban Piñero, Álex González, Diego Ingold, Carla Nieto y Miriam Hernández. La película gana el Premio del Jurado y el Premio del Público en el Festival de Cine de Sant Cugat. 
En 2018 estrena "La Jaula" en el Festival "Festibérico" de Holanda, a la vez que el cortometraje "Glitch" que la hace ganador de una docena de premios a lo largo del año.  
Su cortometraje Kyoko gana el Festival de Málaga y le hace valer una nueva Nominación a los Premios Goya 
Actualmente se encuentra en la producción de su nuevo largometraje, "Sonic Fantasy"  

## Filmografía
- Amigos...
- 24 horas con Lucía
- Foley Artist
- I Am Your Father
- El destierro
- Noctem
- Cien años después
- La Jaula
- Kyoko
- Glitch
- Sonic Fantasy

## Premios Destacados
- Premio del Jurado al Mejor Documental Nacional en el Festival In-Edit Barcelona 2022.
- Biznaga de Plata Premio del Público en el Festival de Cine de Málaga
- Biznaga Premio del Público en el Festival de Cine de Málaga 2018
- Nominado al Premio Goya 2016 por Mejor Largometraje Documental
- Nominado al Premio Goya 2019 por Mejor Cortometraje Documental
- Nominado al Premio Forqué por Mejor Largometraje Documental
- Nominado al Círculo de Escritores Cinematográficos por Mejor Largometraje Documental
- Premio Nocturna International Film Festival a Mejor Cortometraje
- Premio Meliés d´Argent a Mejor Cortometraje
- Premio Onda Cero a la Cultura 2016